# Iren Rozdoboudko
Iren Vitaliïvna rozdoboudko ou Irene Rozdoboudko (en ukrainien : Ірен Віталіївна Роздобудько), née le 3 novembre 1962 à Donetsk, est une journaliste et écrivaine ukrainienne.

## Biographie
Originaire de l'Oblast de Donetsk, Iren rozdobudko est diplômée en journalisme de l'Université nationale Taras-Chevtchenko de Kiev. 

### Journalisme
Après une succession de petits boulots, notamment comme serveuse ou dans une vidéothèque et dans un cirque, Iren rozdobudko trouve un emploi qualifié comme télégraphiste pour le département régional de l'agence de presse TASS dans sa ville natale de Donetsk,. C'est à cette période qu'elle écrit pour la première fois dans un média, soit le journal d'entreprise de l'usine métallurgique de Donetsk, Donezkyj metallurhytscheskyj sawod (Донецкий металлургический завод). Elle travaille pendant un certain temps comme présentatrice du journal pour la radio tätig,. 
En 1988, Iren rozdobudko s'installe à nouveau à Kiev, et travaille comme correctrice à Soukhasnist. Elle devient également chroniqueuse pour deux stations de la radio d'État Radio Ukraine, et pour le journal Vseukrainsky Wedomosti,. 

### Carrière littéraire
En 2000, Iren rozdobudko publie un premier roman policier intiulé Pastka dlja schar-ptyzi (Пастка для жар-птиці). L'ouvrage est suivi d'une série d'autres histoires policières. En 2006, elle fait partie d'une sélection d'auteurs ukrainiens contemporains dont les textes sont rendus accessibles aux aveugles et aux malvoyants grâce à la production de douze disques audio. Six ans plus tard, la revue littéraire World Literature Today qualifie l'écrivaine de l'une des auteurs ukrainiens contemporains les plus prolifiques et les plus populaires,. 
En 2017, elle est alors l'autrice de plus de trente œuvres publiées. Ses livres sont publiés par Folio à Kharkiv et par Nora-Druk à Kiev, et la plupart de ses œuvres de fiction sont écrites en ukrainien et en russe, et comportent notamment des traductions en bulgare ou en anglais.

### Cinéma et télévision
Entre 2008 et 2018, Iren rozdobudko écrit plusieurs scénarios pour des séries télévisées. En 2014, elle est co-autrice du film The Guide d'Oles Sanin. Elle est l'auteure du script du long métrage Olena Teliha de Roman Browko. En 2021, elle s'exprime dans le film documentaire Oulianenko Uncensored de Julia Shashkova, dédié à l'écrivain Oles Oulianenko, décédé de manière inattendue en 2010.

### Engagements
En 2000, en tant que collaboratrice de Nadiia (надія), Iren rozdobudko fait partie d'une délégation ukrainienne de quatorze personnes qui, à l'initiative de l'Organisation internationale pour les migrations (OIM), se rend aux Pays-Bas et aux États-Unis pour échanger sur les stratégies de prévention et de lutte contre la traite des êtres humains. Cette expérience est ensuite reprise dans un recueil d'essais dont les chapitres correspondent aux dix destinations parcourues, explique Liudmila Dedchenko dans une étude de 2017. L'écrivaine n'est alors pas une simple narratrice, mais intervient en tant qu'experte, avec des conseils, des recommandations et des mises en garde,. 

## Publications
Parmi une liste non exhaustive :
- Pastka dlja schar-ptyzi, 2000
- Eskort u smert, Nora-Druk, 2002
- Rankovi pribiralnik, Nora-Druk, 2005
- Mandrivky bez sensu i morali, Nora-Druk, 2011
- Ґudzyk / Gudzyk, Nora-Druk, Kiev, 2011, traduction anglaise, The Lost Button, traduit par Michael M. Naydan et Olha Tytarenko, Glagoslav Publications, 2012,  (ISBN 9781909156043)
- Mym i menep, Nora-Druk, 2016
- Portrety newidomych, Academia Publishing Centre, 2019
- Traduit en français : Ukraine, l'explosion du silence , traduit de l'ukrainien par Iryna Dmytrychyn, Paris, Éditions Ipagine , 2023.